# Edward Mansvelt
Eduardo Mansvelt ou Mansfield (fl. foi um corsário e bucaneiro holandês do século XVII que, em certa época, foi reconhecido como um chefe informal dos "Irmãos da Costa". Ele foi o primeiro a organizar ataques em larga escala contra assentamentos espanhóis, táticas que seriam utilizadas para atacar fortalezas espanholas por piratas nos anos seguintes, e teve influência considerável em Tortuga e Port Royal. Ele foi amplamente considerado um dos melhores piratas de sua época e, após sua morte, sua posição foi assumida por seu protegido e vice-almirante, Henry Morgan. 

## Biografia
As informações sobre as origens de Mansfeld são contraditórias: ele era conhecido como um holandês de Curaçao ou um inglês, e geralmente é chamado pelos sobrenomes Mansvelt ou Mansfield. Ele é mencionado pela primeira vez recebendo um relatório de uma comissão de corsários liderada pelo governador Edward D'Waley em Port Royal em 1659. Estabelecido na Jamaica no início da década de 1660, ele começou a atacar navios mercantes espanhóis e assentamentos costeiros, chegando por terra até a costa do Pacífico da América do Sul. No final de 1665, ele atacou uma aldeia cubana com 200 piratas. Pouco depois deste ataque, ele foi nomeado por Thomas Modyford, o novo governador de Port Royal, para comandar uma frota destinada a lutar contra os holandeses em Curaçao. Seus homens se recusaram a lutar contra os holandeses porque alguns deles eram holandeses; outros acreditavam que seria muito mais lucrativo continuar atacando os espanhóis.
Em janeiro de 1666, Mansvelt e sua tripulação deixaram a Jamaica. Segundo o escritor e historiador Alexandre Exquemelin, Mansvelt liderou uma frota que capturou e saqueou Granada e a Ilha de Santa Catarina, embora isso seja contestado por algumas fontes. No entanto, ele foi eleito almirante de uma frota composta por 10 a 15 navios e cerca de 500 piratas. Chegando à Costa Rica em abril, ele pretendia atacar Cartago e avançar vários quilômetros para o interior, mas foi forçado a recuar devido à resistência obstinada dos defensores espanhóis de Turrialba. Vários membros decidiram abandonar a expedição para retornar à Jamaica ou Tortuga após esse fracasso, mas Mansvelt reuniu os remanescentes de sua frota, atacou com sucesso a Ilha de Santa Catarina e capturou a Ilha de Santa Catarina, também conhecida como Ilha Providence. Este nome foi dado pelos puritanos ingleses que se estabeleceram aqui em 1630. Na época em que Mansvelt chegou aqui com sua frota, a Ilha Providence era governada pela Espanha.

## Morte
Depois de ocupar a Ilha de Santa Catarina, Mansvelt enviou um chamado a Port Royal pedindo reforços, com a intenção de usar a ilha como base para lançar ataques aos espanhóis. No entanto, ele não conseguiu persuadir o governador a lhe enviar tropas, e todas as suas tentativas de usar a ilha como um refúgio para piratas fracassaram, e ele logo morreu de uma doença repentina. Outra versão, segundo Alexandre Exquemelin, afirma que ele navegou para longe da ilha e, a caminho de Tortuga, foi capturado pelos espanhóis e executado em Cuba pelos crimes que havia cometido. 
Independentemente disso, a autoridade de Mansvelt foi assumida por seu protegido, o Capitão Henry Morgan, logo após a notícia de sua morte.

## Biografia
- Cruishank EA A Vida de Sir Henry Morgan. — Toronto, 1935.
- Haring, Clarence Henry . Os corsários nas Índias Ocidentais no século XVII. — Nova Iorque: Metheun & Co., 1910.
- Michael Pawson e David Buisseret . Port Royal, Jamaica. - Oxford: Clarendon Press, 1975.